# Xestocephalus reflexus
Xestocephalus reflexus är en insektsart som beskrevs av Henry Fairfield Osborn 1934. Xestocephalus reflexus ingår i släktet Xestocephalus och familjen dvärgstritar. Inga underarter finns listade i Catalogue of Life.